# Шейхова, Натаван Шуа кызы
Натаван Шуа кызы Шейхова, в замужестве — Сеидзаде (род. 18 марта 1945, Баку), — азербайджанская певица, профессор. Заслуженный деятель искусств Азербайджана (1998), народная артистка (2006), лауреат персональной пенсии президента Азербайджана (2015).

## Биография
Натаван Шейхова родилась в 1945 году в Баку. Дочь режиссера Шуа Шейхова и звукооператора Азизы Шейховой, сестра актера Рамиза Шейхова. 
Окончила Бакинскую консерваторию по кафедре «Сольное исполнение» в период с 1963 по 1969 год.
С 1994 года является доцентом кафедры «Сольное исполнение» в Бакинской музыкальной академии. С того же года преподает на вокальной кафедре.
Супруга Заслуженного деятеля искусств Азербайджана Рафика Сеидзаде.

## Фильмография
- «Её великое сердце» (1958) — исполнительница роли Лале.
- «Продолжается следствие» (1966)

## Награды и звания
- Заслуженная деятельница искусств Азербайджана (1998)
- Народная артистка Азербайджана (2006)[1]
- Лауреат персональной пенсии президента Азербайджана (2015)[2]